# NGC 3972
NGC 3972 (другие обозначения — UGC 6904, MCG 9-20-32, ZWG 269.16, IRAS11531+5535, PGC 37466) — спиральная галактика с перемычкой (SBbc) в созвездии Большая Медведица, на расстоянии 65 миллионов световых лет от Земли.
Этот объект входит в число перечисленных в оригинальной редакции «Нового общего каталога».
26 апреля 2011 года в NGC 3972 была обнаружена сверхновая SN 2011by.
В галактике находится большое количество Цефеид, что дает возможность точно определить расстояние до неё.
Галактика NGC 3972 входит в состав группы галактик NGC 3631. Помимо NGC 3972 в группу также входят ещё 9 галактик.